# Louzouer
Louzouer település Franciaországban, Loiret megyében. Lakosainak száma 246 fő (2022. január 1.). Louzouer La Selle-sur-le-Bied, La Chapelle-Saint-Sépulcre, Courtemaux, Griselles, La Selle-en-Hermoy és Thorailles községekkel határos.

## Népesség
A település népességének változása:
| Lakosok száma | 154  | 182  | 226  | 271  | 288  | 291  | 266  | 250  | 248  | 246  |
|               | 1968 | 1982 | 1990 | 2006 | 2013 | 2015 | 2017 | 2019 | 2020 | 2022 |